# تاریخ‌گذاری هلیوم
تاریخ‌گذاری هلیوم (به انگلیسی: Helium dating) ممکن است به روش تاریخ‌گذاری اورانیم-توریم یا روش تاریخ‌گذاری اورانیم-توریم/هلیوم اشاره داشته باشد.
یک روش تاریخ‌گذاری نسبتاً جدید به نام تاریخ‌گذاری تریتیوم هلیوم برای تعیین سرعت مصرف اکسیژن در اقیانوس ایجاد شده است.